# Alfa Romeo 125 RC.35
 Unire a Alfa Romeo 125
L'Alfa Romeo 125 RC.35 era un motore aeronautico radiale 9 cilindri a singola stella prodotto dall'azienda italiana Alfa Romeo Milano negli anni trenta.
Introdotto nel 1936 era il primo di una serie di motori sviluppati dalla licenza acquisita dall'azienda britannica Bristol Engine Company per i loro Jupiter e Pegasus ai quali era stato concesso di introdurne migliorie progettate dallo staff tecnico dell'azienda italiana.
Sviluppato dal progetto originale del Pegasus e dall'esperienza maturata sullo Jupiter costruito precedentemente nei propri stabilimenti, il modello 125 RC.35 era caratterizzato dall'adozione di un compressore a singola velocità ottimizzato per la quota di ristabilimento di 3 000 m e di un riduttore di velocità interposto all'elica.

## Velivoli utilizzatori
Italia
- Breda Ba.64
- Caproni A.P.1 (prototipo della seconda serie)
- Savoia-Marchetti S.M.81 "Pipistrello"